# 台北國際車用電子展覽會
台北國際車用電子展覽會（英語：Taipei International Automobile Electronics Show，簡稱Autotronics Taipei）是一項以展示汽機車專用電子零配件、零組件為主的展覽會，每逢四月都會在台北世界貿易中心舉行，也由於台灣電子產業的走向日益改變，因此，主辦單位在2006年起進行變革，將原先的台北國際春季電子展與台北國際光電展改組，另行設置台北國際車用電子展以及台北國際數位電子展，因而獲得各家參展廠商與國際買主的好評。而此項展覽，更是亞洲第一個開啟車用電子領域專業展覽的先例。
而為了與汽機車相關產業整合，除了在2007年起，與台北國際汽機車零配件展覽會聯合擴大舉辦以外，另外，外貿協會在2008年，為了因應零配件展轉移南港展覽館，也讓台灣國際機車博覽會與零配件展、車用電子展在同一檔期，同步在不同的展覽館進行展出，藉以整合汽機車相關產業，並集中相關外銷市場，而第三屆的展覽已確定會在2008年4月9日─4月12日同步進行，預計在整合後，將獲得更好的效益。

## 車用電子產業發展
台灣在近十年以來，汽車工業發展迅速，國產車甚至在1998年、2004年、2005年，突破四十萬的產量，但與全球相比，差距甚遠，起因是各國汽車工廠較台灣之條件更加優勢，加上汽車客製化、多樣化的趨勢，以及環保意識抬頭，傳統的汽車工廠已經不符合時代所需。
而在汽車週邊附加產品方面，除了車輛改造的零配件，現在也因為資訊時代的發展，車用電子也蔚為潮流，整體的資訊產業發展也因此獲得重大突破，因此，第四個C（Car Electronics）將成為台灣發展車用電子產業的重大關鍵，相對應的，「台北國際車用電子展覽會」也應運而生。
在車用電子部分，包含了汽車製造、電子、光電、通訊、資訊等技術相關領域，而感測器、微控制器、微處理器、驅動器、電源供應器、被動元件、線束、顯示器等相關零配件，是需要相關的產業進行整合與發展，因此，車用電子的涉及領域之廣，絕對不是單一企業能夠壟斷的。

## 展區分布與活動

### 車用電子論壇
自第三十一屆（2005年）台北國際秋季電子展覽會開始，外貿協會與電電工會就聯手舉辦「台北國際車用電子高峰論壇暨採購商談會」（英語：Taipei International Automotive Electronics Forum，簡稱Autotronics Forum），吸引了各國車用電子產業相關的技術人員與國際買主報名參與，而當時因為正逢秋季電子展以「車用電子」作為展覽核心，因此，在秋季電子展的汽車電子主題館，也成為話題焦點，車用電子相關零配件因而獲得重視。

### 主題館

#### 台灣車輛研發聯盟主題館

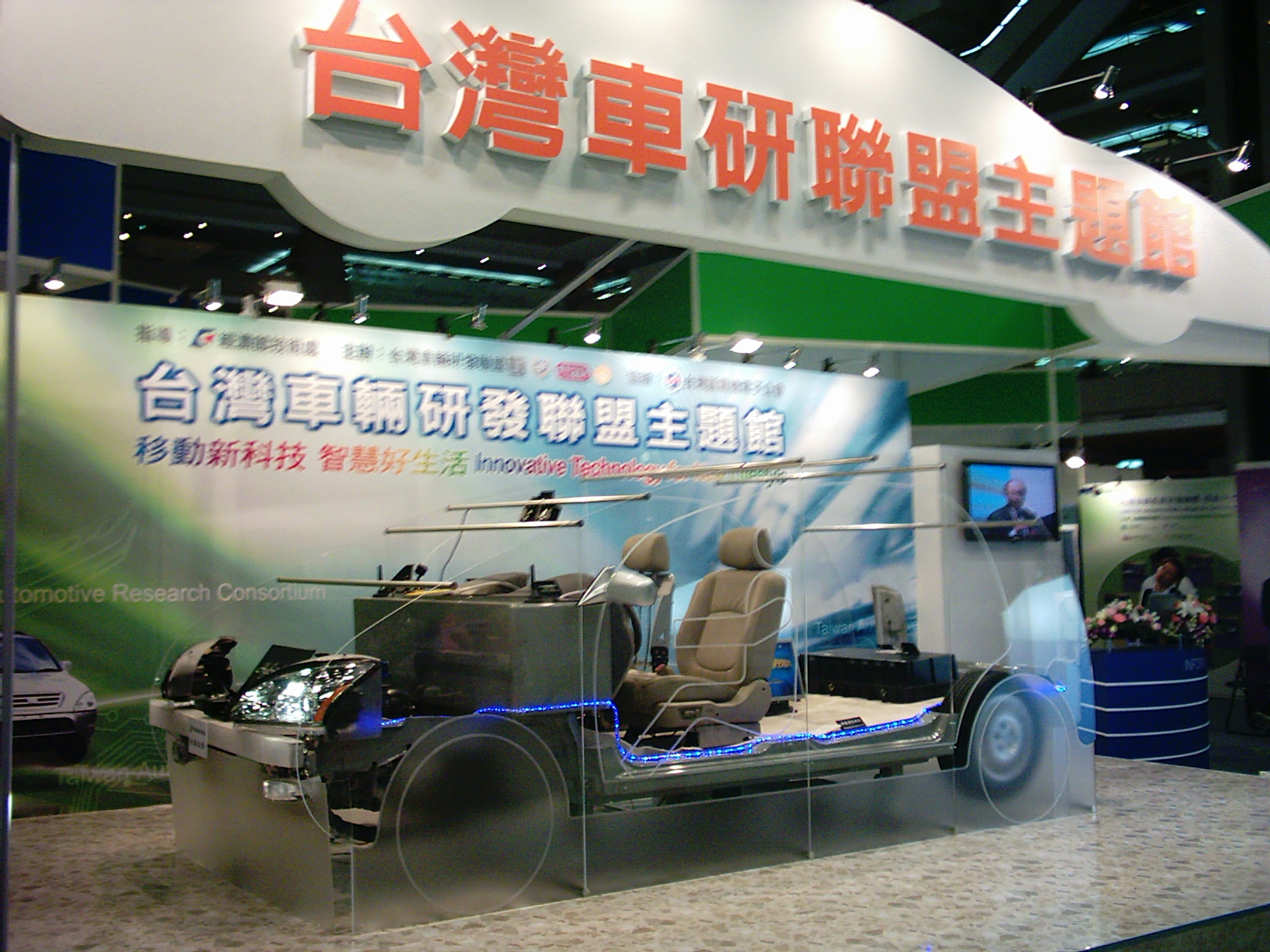
未來概念車T-Car在車研主題館展出。

台灣車輛研發聯盟是由財團法人工業技術研究院機械與系統研究所、中山科學研究院、金屬工業研究發展中心、財團法人車輛研究測試中心(ARTC，簡稱車輛中心)聯手組成的聯盟，主題是「智慧車輛、車輛智慧」，其中以T-Car與車用資通訊系統最受到參觀者之關注。

##### 亞洲區機動車輛創新設計競賽成果展
此項區域是由財團法人車輛研究測試中心(ARTC，簡稱車輛中心)主辦的展覽區，是經濟部工業局為了鼓勵創新機動車輛的創意設計所進行的比賽，考驗設計者的自我想像空間，而競賽的評審部分，會針對是否符合大眾需求、確保安全舒適、風行程度、環保考量作為評選的標準。

#### 新世紀人性化智慧型運輸系統主題館
此項主題館是由國立交通大學、中央研究院聯手打造，整合智慧型視覺、智慧型溝通、智慧型車輛、智慧型網路和智慧代理人，發展感知、視覺、溝通、通訊、資訊、決策與控制。展示了在新竹科學園區研發成功，台灣僅有的ITS系統，並且，智慧型無人駕駛車「TAIWAN iTS-1」也具備多項感知功能，藉以減低交通事故的發生。

#### 2006年

##### 裕隆集團主題館

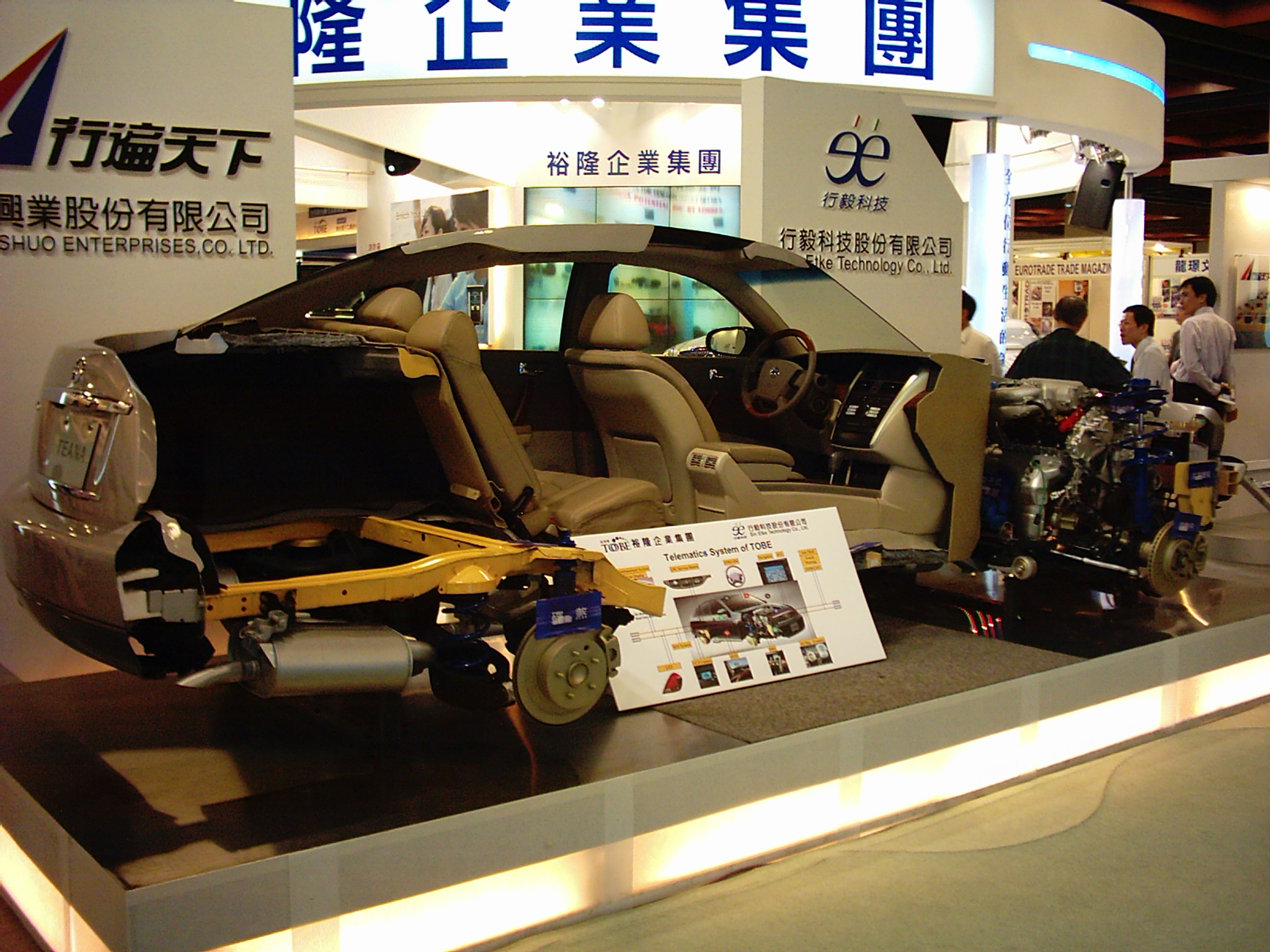
為了展示車用電子成品的表現，因此，裕隆集團大手筆地解剖了Nissan TOBE，並且展示車體的各項構造。

裕隆汽車集團邀請行毅科技、同致電子、徽昌電子、永彰機電、億光電子、航欣科技、儒億科技、安泰電業等旗下集團，以及資訊業界的台灣IBM聯手組成「裕隆集團主題館」，展示車用電子相關週邊與應用，而此項「廠商主題館」的創舉，也帶動台灣汽車電子的發展。

### 車用電子之夜
主要是為了提供參展廠商與國際買主之間交流的活動。自2007年起，因為和台北國際汽機車零配件展覽會合辦的緣故，因此，原本近似「買主之夜」的活動內容，則另行舉辦「歡迎酒會」，而讓此項活動變成是單純的交誼晚會。

### 創新產品獎
為了鼓勵台灣廠商研發處具有高附加價值，與創新的車用電子產品，自2007年起，與台北國際汽機車零配件展覽會一起合辦創新產品選拔，獎項部分則是分開評審與表揚，入圍之作品，則會在台北世界貿易中心的入口處展示，而獲獎之作品，則會在開幕典禮中進行表揚。

## 展覽演變與歷史
第一屆（2006年4月17日—4月20日）

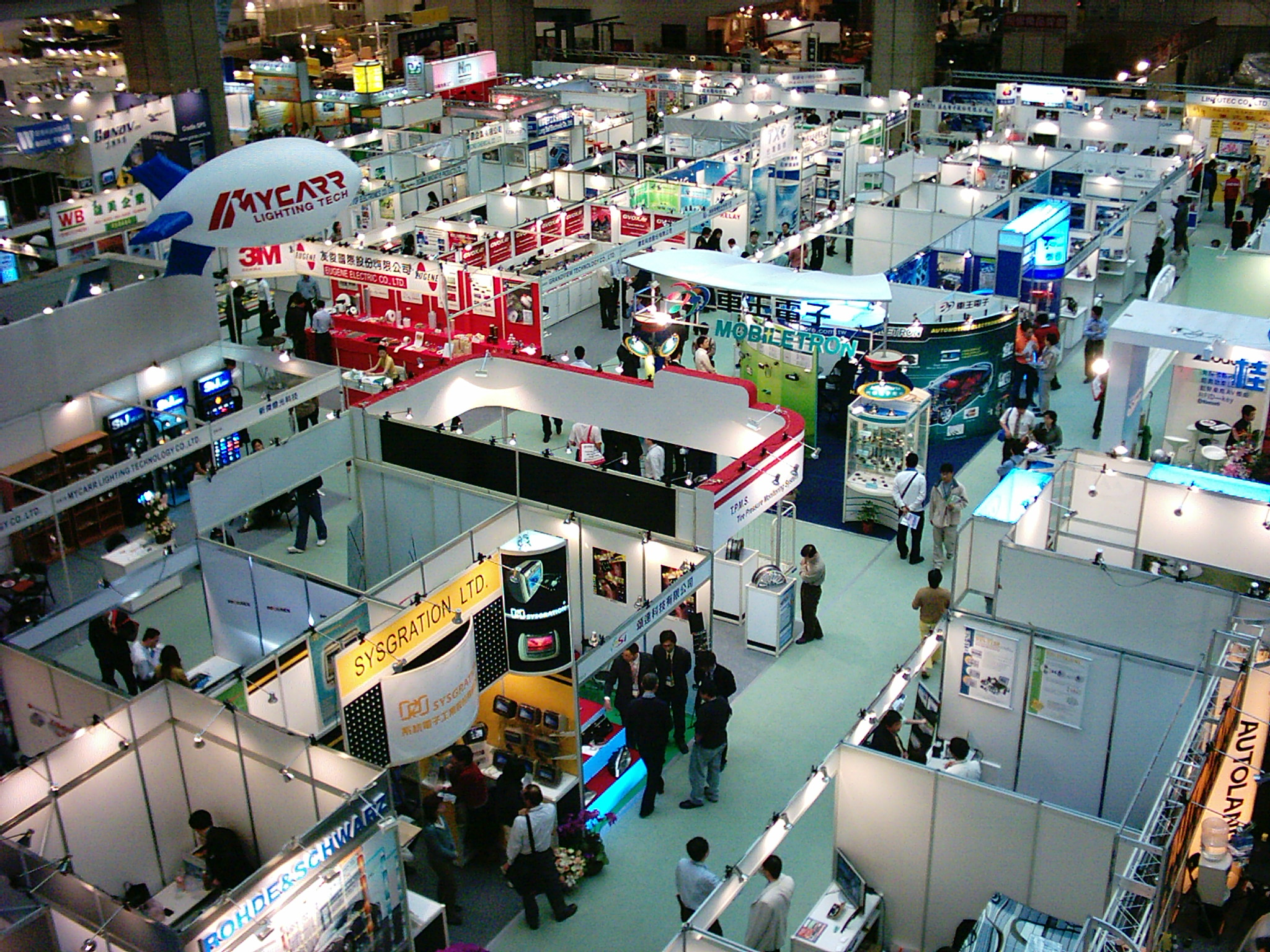
亞洲首度舉辦此項展覽，讓各國廠商稱奇。

- 首度舉辦的展覽，就吸引142家廠商，使用315個攤位參展[2]，並吸引香港、日本、韓國、新加坡、德國、瑞典、美國等國的廠商參與展出，共吸引19165人次[3]（包括媒體）參觀這項展覽。
- 中國大陸參展團首度由中國大陸國際貿易促進委員會率團參展，並與中華民國對外貿易發展協會合辦「海峽兩岸春季電子展」，有20家廠商利用60個攤位展出，並且海信電子的攤位是所有參展團中，規模最大的[4]。但因為產業分布的關係，台灣廠商在本展覽佔有優勢，中國廠商則多以數位電子展示為主[5]，而此項的不平衡現象，則在一個月後舉行的台北國際汽機車零配件展覽會海峽兩岸展區中獲得改善。
- 採購政策說明會，就吸引了國際知名的BMW、VW、戴姆勒克萊斯勒（Daimler Chrysler）、Volvo、飛雅特（Fiat）、英國最大車用電子零售商哈爾福斯Halfords、世界第4大汽車零組件供應商Magna及Johnson Controls、Delphi、Lear、Hitachi等廠商的代表前來參與[6]。
- 由於裕隆集團首推廠商聯合主題館，且因為該主題館是此項展覽中，規模最大的展區，外加國際大廠的支持，進而吸引了3200億的商機，也成為此項展覽中最受矚目的焦點[7]。
- 經濟部長黃營杉在開幕典禮表示，台灣的汽車業與電子業的整合，相當於「台灣人的智慧in the car」，甚至，更希望「Taiwan Inside」的車用電子產品能夠發揚光大[8]。

第二屆（2007年4月2日—4月5日）
- 「第一屆車用電子大賞」（AutoTronics Grand Prix）將配合展覽同步進行，展覽前將先由各參展廠商投稿創新作品，再依照產品類型之差異，選拔出各類優質產品進行表揚，評選標準將以創新性、功能性、環保性、市場性、及安全性為主要的訴求[10]。
- 「海峽兩岸車用電子展」將首度進行，展覽地點預定為台北展演二館[10]。

第三屆（2008年4月9日─4月12日）
- 此項展覽將與台灣國際機車產業展同步於台北世界貿易中心展出，加上台北國際汽機車零配件展移往台北南港展覽館的關係，預計規模可以有較佳之提升。